# IC 3342
IC 3342 је појединачна звијезда у сазвјежђу Береникина коса која се налази на листи објеката дубоког неба у Индекс каталогу.
Деклинација објекта је + 27° 8' 22" а ректасцензија 12h 26m 27,2s.